# Chaviv Šim'oni
Chaviv Šim'oni (hebrejsky חביב שמעוני‎, 13. ledna 1933 – 13. července 1994) byl izraelský politik a poslanec Knesetu za stranu Ma'arach.

## Biografie
Narodil se ve městě Dahúk v Iráku, respektive v iráckém Kurdistánu. V roce 1936 přesídlil do dnešního Izraele. Vystudoval politologii a blízkovýchodní studia na Hebrejské univerzitě.

## Politická dráha
V roce 1951 vstoupil do strany Mapaj, zasedal v jejích ústředních orgánech i ve vedení strany v regionu Jeruzaléma. V letech 1965–1969 zasedal v zaměstnanecké radě v Jeruzalému a v letech 1969–1973 a 1978–1984 i v městské samosprávě Jeruzaléma. V letech 1964–1973 pracoval jako úředník na ministerstvu obchodu a průmyslu. V letech 1973–1979 byl předsedou vedení Izraelského centra pro produktový design. Od roku 1963 zároveň zastával funkci generálního tajemníka Národní asociace kurdských Židů v Izraeli.
V izraelském parlamentu zasedl po volbách v roce 1973, do nichž šel za Ma'arach. Mandát ale získal až dodatečně, v únoru 1974, jako náhradník po smrti poslance Abd el-Azize el-Zu'abiho. Pracoval v parlamentním výboru pro vzdělávání a kulturu, výboru pro veřejné služby a výboru práce. Ve volbách v roce 1977 mandát neobhájil.